# Transpoziție Hayashi
Transpoziția Hayashi este o reacție organică de transpoziție și a fost denumită după chimistul japonez Mosuke Hayashi. Este o metodă de conversie a acizilor orto-benzoilbenzoici, catalizată de acid sulfuric sau pentoxid de fosfor:

## Mecanism de reacție
Reacția are loc prin intermediul unui ion aciliu, ce acționează ca agent electrofil, ducând la formarea unui intermediar spiro: